# Meniška vas
Meniška vas je naselje u slovenskoj Općini Dolenjskim Topllicama. Meniška vas se nalazi u pokrajini Dolenjskoj i statističkoj regiji Jugoistočnoj Sloveniji. 

## Stanovništvo
Prema popisu stanovništva iz 2002. godine naselje je imalo 348 stanovnika.